# Hypsiboas poaju
Espèce
Hypsiboas poaju est une espèce d'amphibiens de la famille des Hylidae.

## Répartition
Cette espèce est endémique des Serras do Leste Catarinense dans l'État de Santa Catarina au Brésil. Elle se rencontre à environ 780 m d'altitude dans les municipalités de Rancho Queimado, d'Águas Mornas et de Santo Amaro da Imperatriz.

## Publication originale
- Garcia, Peixoto & Haddad, 2008 : A new species of Hypsiboas (Anura: Hylidae) from the Atlantic forest of Santa Catarina, Southern Brazil, with comments on its conservation status. South American Journal of Herpetology, vol. 3, no 1, p. 27-35.